# アカデミー科学
アカデミー科学株式会社（アカデミーかがくかぶしきがいしゃ、ハングル:아카데미과학주식회사, 英語:Academy Plastic Model Co., Ltd.）は、大韓民国にある大手玩具メーカーである。業界ではアカデミーの通称で認知されている。

## 概要
1969年9月1日、「アカデミー科学教材」として大韓民国で創業。当初はソウル市内に本社があったが、後に京畿道議政府市の現在地に移転した。子会社として、ドイツのゲルゼンキルヒェンにアンテナショップの「ACADEMY PLASTIC MODEL EUROPE GmbH」、フィリピンのカヴィテ州ロサリオに玩具製造工場の「ACADEMY PLASTIC MODEL TOY CO.,INC.」を有している。
1980年代から日本市場に輸入され、初期の頃から2000年代前半までは株式会社サニー、その後は2015年4月30日までGSIクレオスが代理店となって日本国内の模型店・玩具店に流通していた。その後しばらくは日本における正規の代理店がいなくなったが、2016年9月23日からは株式会社タム・タム（TAMTAM CO.,LTD.）が日本での提携企業として販売を行なっている。
1981年のガンプラの品薄を補うために輸入された、韓国製の、1/100.1/144ガンダムのプラモデルは、同社の製造とする伝聞がある。
初期の日本への輸入プラモデルには、大韓民国(以下韓国)の大衆車・現代自動車1/24ポニー2などが登場し、精巧な作り・パーツ精度は評判になったがボディー以外のシャーシ部分のパーツが、日本のタミヤ製品1/24日産・ブルーバードコピー品で付属のドライバー人形も同じ物であった。ボックスアートのホワイトバックパッケージにも類似性が見られた。過去の日本（1960年代）でもプラモデル業界創業期に、アメリカのプラモデルを参考にしながら独自技術を積み重ねた歴史もあるので、韓国のプラモデル創業期における試行錯誤しながらの過渡期に見られた商品でもあった。
その後も主にタミヤ製の類似性を指摘されたミリタリーモデル、エアモデル、モデルカー、艦船模型などの製品が多く発売された為、しばしば論議の的となり話題になった。コピー元はタミヤに限らず、日本のハセガワやフジミ、エルエス、アメリカのリンドバーグ、イタリアのエッシー等、世界中色々であるが、古いキットを元にした場合、機体の凸モールドが凹のスジ掘りに直され胴体部品内側に操縦席のモールド追加が行われ部品合わせも良くなっている場合もあるが、胴体断面型や主翼断面型までコピーしきれておらず部品状態では一見改善されているように見えても組み上げてしまうと似ても似つかない物になっている製品も存在する。
しかし近年は、完全オリジナルの設計によるプラモデル製品も増えており、これらの商品の中には1/48のSu-27やMig29、1/32や1/72のレガシーホーネット等、決定版と言われるキットも存在し、中国メーカーにそれをコピーされる立場となっている。
韓国MBCテレビでの機動戦士ガンダムSEEDの放映、ガンプラ人気の高まりを受けてバンダイコリアと提携し、機動戦士ガンダムSEED関連のプラモデルを韓国で発売している。また、ニットー製の大河原邦男デザインによるスーパーディフォルメロボットのシリーズである「大河原邦男おもしろメカワールド オモロイド」の金型もアカデミーに引き取られ、一時日本国内でサニーブランドで発売された他、韓国でも商品展開された。この他にもバンダイ製の機甲師団シリーズ、キャラクターロボットのキットの金型を借り受けて韓国で販売されたものもある。

## 現行主力商品
- プラモデル
  - 軍用車両（1/35、1/48、1/72）
  - 航空機（1/32、1/48、1/72、1/144）
  - 艦船（1/350、1/700、1/800）
  - 自動車（1/24）
- エアガン / 電動エアガン
- ラジコン玩具
- 各種子供用玩具
  - 日本のキャラクター「NARUTO -ナルト-」「アイドル×戦士 ミラクルちゅーんず!」の玩具
  - 韓国のアニメキャラクターの玩具
- 日本のTCG
  - カードファイト!! ヴァンガード
  - ライブバトルカード ライブオン
- バンダイコリアとの提携「機動戦士ガンダムSEED」プラモデル

## 類似性を指摘された製品
過去の類似性を指摘された製品が絶版にならず世界各国のホビー市場にタミヤ製品より安価で輸出され続けている現状があるので、企業が作り出したプラモデル・創作物の著作権の倫理観が問われている。
類似性を問われた商品については「プラモデル」の頁を参照のこと。

## OEM商品
2005年、日本の大創産業がアカデミー社の1/72・1/144飛行機プラモデルシリーズ13種類を、日本向けOEM商品に仕様変更し、「ザ・模型」シリーズとして日本全国の100円ショップ「ザ・ダイソー」店舗で100円（税抜き）で販売した。箱には入っておらず、ビニール袋に入った商品で一時期大量に販売されていた。このシリーズの半数以上は元々同じ韓国のアイデア科学が作成し、カナダのホビークラフトのブランドでも販売されていた製品の金型を使用したものであり、一部の製品は日本メーカーの旧製品との類似性が指摘されている。